# СУ-100П
СУ-100П (Объект 105) — советская 100-мм самоходная артиллерийская установка. Производилась небольшой серией в 1949—1957 годах.
Главный конструктор — Г. С. Ефимов.

## История создания
Разработка «Объекта 105» была начата под руководством Г. С. Ефимова в конструкторском бюро Свердловского машиностроительного завода «Уралтрансмаш» в 1947 году. В ходе разработки был учтён опыт, приобретённый во время Великой Отечественной войны. В 1949 году был закончен опытный образец.
В 1952 году опытный образец прошёл государственные испытания, в ходе которых был выявлен ряд дефектов и недоработок. В частности, ненадёжность подъёмного механизма и затвора, недостаточная устойчивость САУ при стрельбе прямой наводкой.

## Серийное производство
В 1952 году после устранения замечаний была изготовлена установочная серийная партия из трёх машин. После того как партия прошла квалификационные испытания, самоходная артиллерийская установка СУ-100П производилась небольшими партиями в течение пяти лет.
| Год        | 1952 | 1956 | 1957 | Всего |
| ---------- | ---- | ---- | ---- | ----- |
| Количество | 3    | 8    | 5    | 16    |

## Описание конструкции
Самоходная артиллерийская установка СУ-100П сконструирована с открытой установкой орудия.

### Броневой корпус и башня
В кормовой части находится боевое отделение установки. Корпус сделан из броневых катаных листов. Спереди находится трансмиссионное отделение.

### Вооружение
100-мм пушка Д-50 была разработана под руководством Ф. Ф. Петрова в конструкторском бюро Завода №9 в 1947 году. На раме находилась качающаяся часть пушки с механизмами наведения. Благодаря компенсирующему устройству, обеспечивалось плавное наведение орудия в вертикальной плоскости. Поворотный и подъёмный механизмы секторного типа. Затвор клиновой полуавтоматический с ручным и электроспусками. Орудие оборудовано гидропневматическим накатником и гидравлическим тормозом отката.

### Ходовая часть
В качестве базы было сконструировано специальное шасси. Опорные и поддерживающие катки обрезинены. Благодаря шасси, машина СУ-100П имела для своего времени превосходные манёвренные качества.

### Средства наблюдения и связи
При стрельбе с закрытых позиций расчётом использовался панорамный прицел орудия ЗИС-3, во время стрельбы прямой наводкой телескопический прицел ОП-2.

## Модификации
СУ-100ПМ (Объект 105М)
Модифицированный вариант отличается от базового варианта установкой ночных приборов у командира и механика водителя (ТКН-1, ТВН-1). В качестве орудия используется модифицированная пушка Д-50М. Для стрельбы прямой наводкой использовался прибор ТШ-19. Работы по конструированию и изготовлению модифицированного варианта были закончены в 1952 году. После Государственных испытаний были выявлены некоторые дефекты (стеснённость боевого отделения, неустойчивость при стрельбе), но после устранения замечаний в 1953 году САУ СУ-100ПМ была принята на вооружение, однако серийное производство так и не было развёрнуто.
Характеристики
- Масса, т: 21,6
- Экипаж: 4
- Годы производства: 1952
- Экземпляры: 1
- Длина, мм: 6460
- Длина с пушкой, мм: 8350
- Ширина, мм: 3100
- Высота, мм: 2260
- Клиренс, мм: 440
- Тип пушки: 100-мм пушка Д-50М
- Тип двигателя: дизельный В-54-105
- Мощность двигателя, л.с.: 400
- Скорость по шоссе, км/ч: 63,5
- Запас хода по шоссе, км: 300-350
- Удельная мощность, л.с./т: 18,5
- Тип подвески: индивидуальная, торсионная с гидравлическими амортизаторами телескопического типа в подвесках 1-го и 6-го катков
- Удельное давление на грунт, кг/кв.см: 0,68
- Преодолеваемый подъём: 30
- Преодолеваемый брод, м: 1

## Машины на базе
- «Объект 108» — шасси опытной САУ СУ-152Г со 152-мм гаубицей Д-1
- «Объект 112» — опытный бронетранспортёр БТР-112
- «Объект 116» — шасси опытной САУ СУ-152П со 152-мм пушкой М-53
- «Объект 117» — опытная самоходная прожекторная установка СПУ-117
- «Объект 118» — гусеничный минный заградитель ГМЗ-1
- «Объект 118-2» — гусеничный минный заградитель ГМЗ-2
- «Объект 119» — шасси опытной ЗСУ-37-2 «Енисей»
- «Объект 120» — шасси опытной противотанковой САУ СУ-152 «Таран»
- «Объект 123» — шасси СПУ 2П24 ЗРК «Круг»
- «Объект 124» — шасси СНР 1С32 ЗРК «Круг»
- «Объект 125» — шасси СПУ 2П11 опытного ОТРК 2К10 «Ладога»
- «Объект 126» — шасси ТЗМ 2П12 опытного ОТРК 2К10 «Ладога»
- «Объект 127» — специальная боевая машина (СБМ), предназначенная для уничтожения скоплений танков и других объектов противника (существовала в стадии эскизного проекта)
- «Объект 130» — проект зенитной самоходной установки на базе ЗСУ-37-2 «Енисей», СУ-100ПМ и унифицированной по отдельным узлам и агрегатам со средними танками Т-54 и Т-55 (существовала в стадии технического проекта)
- «Объект 303» — шасси самоходной гаубицы 2С3 «Акация»
- «Объект 305» — шасси самоходного миномёта 2С4 «Тюльпан»
- «Объект 306» — средний гусеничный многоцелевой транспортёр-тягач МТ-С
- «Объект 307» — шасси САУ 2С5 «Гиацинт-С»
- «Объект 308» — шасси станции обнаружения и целеуказания 9С18 «Купол» ЗРК 9К37 «Бук»
- «Объект 312» — боевая машина самоходного лазерного комплекса 1К11 «Стилет»
- «Объект 313» — шасси опытной САУ 2С11 «Гиацинт-СК»
- «Объект 318» — гусеничный минный заградитель ГМЗ-3
- «Объект 319» — гусеничная пожарная машина «Штурм»

## Сохранившиеся экземпляры
Единственный сохранившийся экземпляр находится в Танковом музее в городе Кубинка.